# J. Schreiber & Neffen
Koordinaten: 48° 13′ 7,7″ N, 16° 21′ 40,5″ O

Briefkopf J. Schreiber & Neffen 1889

Josef Schreiber im Jahr 1888

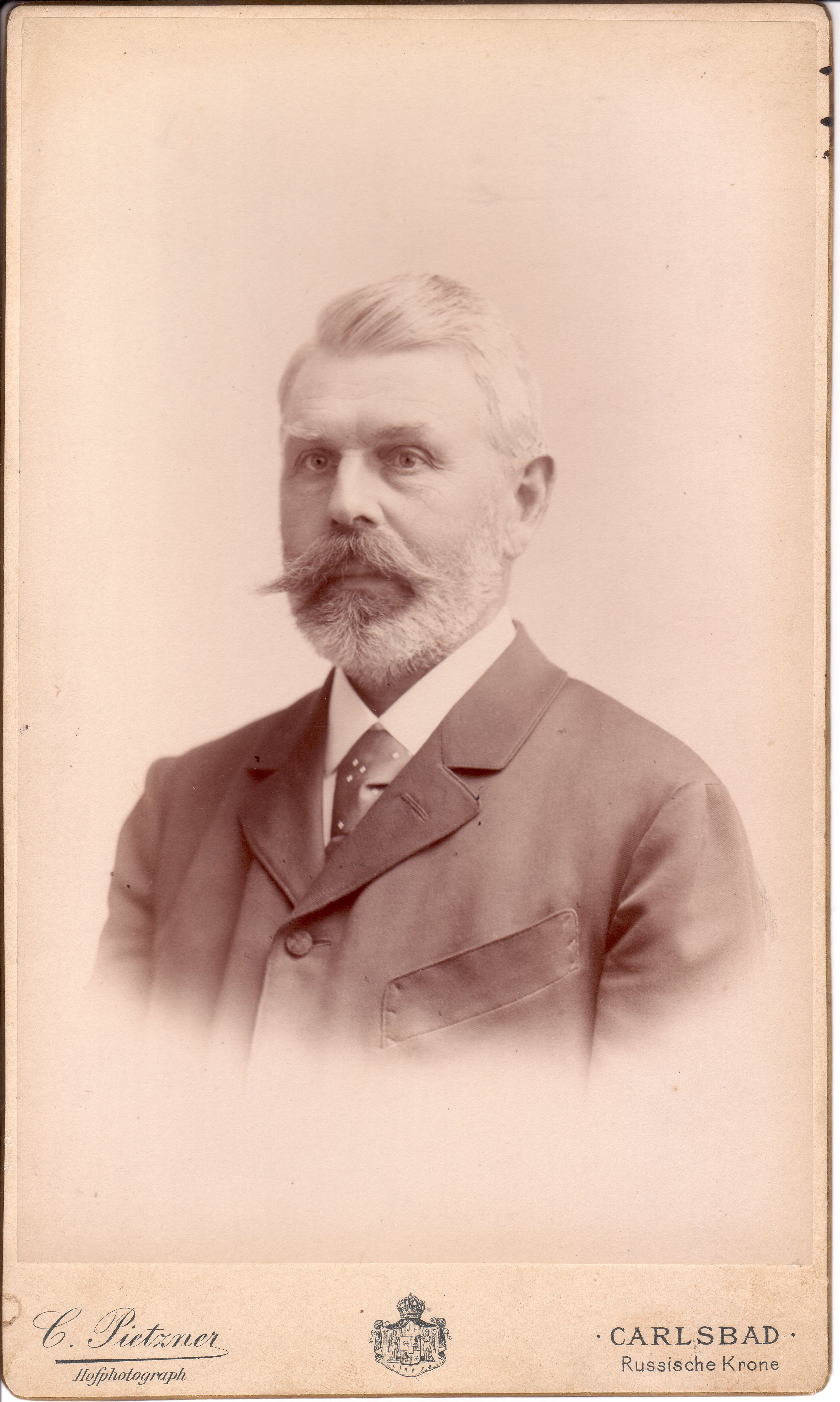
Josef Schreiber im Jahr 1894

J. Schreiber & Neffen war eine Glasfabrik in Österreich. Die Hauptniederlage war an der Liechtensteinstrasse 22–24 im 9. Wiener Gemeindebezirk Alsergrund. Weitere Niederlassungen gab es an der Tegetthoffstrasse 3 in Wien, in Prag am Heuwagplatz 27, in Budapest an der Waltznergasse 18, und Musterlager in London an der Basinghall Street 26, die Ritterstrasse 43 in Berlin und die Senatorenstrasse 20 in Warschau.

## Geschichte
Im Jahr 1857 kaufte Josef Schreiber in Groß Ullersdorf in Mähren eine Glashütte. Seine Kenntnisse auf dem Gebiet der Glasmacherei hatte er in Böhmen erworben. 1865 schied Josef Schreiber sen. († 1878) aus dem Unternehmen aus und übergab es seinen beiden Neffen Josef Schreiber jun. (1835–1902) und Max (1838–1906) sowie Eduard Göpfert (1836–1891). Zum Schreiber-Imperium gehörten zu dieser Zeit Glashütten in Böhmen, Mähren, Ungarn, Russisch-Polen und dem Deutschen Reich. Im Jahr 1889 gehörten folgende Glashütten zum Unternehmen:
Reitendorf, Josefsthal, Zay-Ugrocz, Zomkovice, Fürstenberg (Oder), Heinrich-Hütte, Jaronowitz und Maxhütte. Die Hauptniederlassung befand sich in Wien-Alsergrund, Liechtensteinstraße 22–24.
Die Firma wuchs rasch und die Produkte wurden weltweit vertrieben, vor allem nach England und Amerika. Im Jahr 1862 erhielt die Firma in London ein Diplom für gute Glasqualität.
Auf der Weltausstellung Paris 1867 wurde der Firma die große Silbermedaille und im Jahr 1872 in Moskau auf der polytechnischen Ausstellung die Goldmedaille verliehen. Auf der Wiener Weltausstellung 1873 präsentierte sich die Firma als k.k.priv. Glasfabriken und Raffinerien J. Schreiber und Neffen und erhielt die höchste Auszeichnung, das Ehrendiplom. 
Im Jahr 1882 waren etwa 2000 Arbeiter und 100 Beamte im Unternehmen tätig. 
In Reitendorf wurden neue Versuche gemacht und es gelang Pressglas herzustellen, dieses Verfahren war zu diesem Zeitpunkt nur in Amerika, England, Frankreich und Belgien möglich. Eine Besonderheit der Pressglasherstellung war das Verfahren mit Optisch-Walzen.
Zu den Glasfabriken gehörten auch Kohlengruben zur Energiegewinnung (Glasschmelze). Zu nennen sind die Kohlengruben Albert-Zeche bei Dubnian sowie Heinrich-Schacht und Richard-Schacht bei Luschitz. In den genannten Glasfabriken waren insgesamt 16 Öfen, davon nur 3 mit direkter Holzheizung, während 11 Öfen schon mit Gas aus Kohle und 2 mit Holzgas geheizt wurden.
In Wien, Prag und Budapest befanden sich Warenlager des Unternehmens. Vertretungen befanden sich in Berlin, Leipzig, London, Paris, Triest, Mailand, Warschau, Kiew, Odessa, Alexandria, Tiflis, und Melbourne. Der Firmenkatalog umfasste 3000 Formen in 15000 Größen.
In Reitendorf wurde das allerfeinste Serviceglas erzeugt, außer dem Schliff wurde das Glas noch mit Verzierungen versehen, die mittels Pantograph-Maschinen in den Wachsüberzug eingraviert und durch Säure ausgeätzt wurden. Dieses Patent erwarb Schreiber als erster Glasfabrikant im Inland.
Im Jahr 1890 kaufte Josef Schreiber das große Herrschaftsgut Lednicróna bei Trentschin, um dessen Holz zu verwerten. Auch dort errichtete er eine neue Glasfabrik. Im Jahr 1897 wandelte Josef Schreiber seine Unternehmen durch Gesellschaftervertrag in eine Aktiengesellschaft um, deren Präsident er bis zu seinem Tode blieb. 1899 wurde mit der Glashütte Briesen ein weiteres Werk angekauft.
Josef Schreiber war zeitlebens magenkrank und starb am 17. November 1902. Sein Leichnam wurde nach eigenem Wunsch in Lednicke Rovne in einem Mausoleum beigesetzt.
Nach dem Ersten Weltkrieg und dem Zusammenbruch der k.u.k. Monarchie begann der Niedergang der Glashüttenwerke vorm. J. Schreiber & Neffen AG. Nach dem Verlust der früheren Märkte verkaufte das Unternehmen bis 1925 den größten Teil der Glashütten oder legte sie still. Betrieben wurden nur noch die Werke in Lednické Rovne und Reitendorf. Infolge des Zweiten Weltkriegs erlosch das Unternehmen ganz. Heute erinnern nur noch Kunstgläser in den Vitrinen der Glasmuseen an die Blütezeit der Firma.